# Gringotts
A Gringotts a varázslók egyetlen bankja a Harry Potter-univerzumban. Londonban, az Abszol úton található impozáns fehér épület, kívül bronzkapuval, beljebb ezüst kapubejárattal. Az ezüstajtó felirata figyelmezteti a belépőt a veszélyekre:
„Ki idegen kincset áhít,
Annak e hely csapdát állít.
Add fel, tolvaj, ne légy dőre,
Varázslat e kincsek őre.” (Tóth Tamás Boldizsár fordítása)
A Gringotts bankot koboldok őrzik. A koboldok zsugori, ám nagy varázserővel rendelkező, apró teremtmények, akiktől még a varázslók is tartanak. A bank föld alatti barlangrendszerében, széfekben őrzik a pénzt és más értékeket; a széfeket számos alagút segítségével lehet megközelíteni.
A bankban dolgozó több száz kobold közül Ampók, Gornuk és Bogrod szerepel névvel a cselekményben. A bank alkalmazásában áll az átoktörő Bill Weasley és félállásban Fleur Delacour is.
Harry a bankban tárolja a szülei által ráhagyott örökséget.
A sorozat első részében (Harry Potter és a bölcsek köve) Albus Dumbledore, a Roxfort varázslóiskola igazgatója az A 713-as széfben őriztette a bölcsek kövét. Valószínűleg ezt próbálja meg Voldemort megszerezni, de hiába tör be a Gringottsba, mert a széfet pont a bűntény napján ürítették ki. Ugyanekkor derül ki az is, hogy Harry vagyona (melyet a szülei hagytak rá) a 687-es számú széfben van.
A 7. részben már a halálfalók ellenőrzik a bankot. A Voldemort elleni küzdelem egyik lépéseként Harry, Ron és Hermione kirabolják a bankot egy Ampók nevű kobold segítségével. Bellatrix Lestrange széfjéből, Hugrabug Helga örökségét, a kétfülű arany poharat viszik el.